# Qijiang (köping i Kina)
Qijiang (kinesiska: 郪江镇, 郪江) är en köping i Kina. Den ligger i provinsen Sichuan, i den sydvästra delen av landet, omkring 99 kilometer öster om provinshuvudstaden Chengdu. Antalet invånare är 6 510. Befolkningen består av 3 301 kvinnor och 3 209 män. Barn under 15 år utgör 17,0 %, vuxna 15-64 år 64 %, och äldre över 65 år 17,0 %.
Genomsnittlig årsnederbörd är 1 312 millimeter. Den regnigaste månaden är juli, med i genomsnitt 321 mm nederbörd, och den torraste är december, med 6 mm nederbörd.